# (4074) Sharkov
(4074) Sharkov ist ein Asteroid im Hauptgürtel, der am 22. Oktober 1981 vom Brorfelde-Observatorium durch Nikolai Stepanowitsch Tschernych entdeckt wurde.
Der Asteroid wurde nach dem russischen Astrophysiker Wiktor Iwanowitsch Scharkow (englische Transkription Sharkov) benannt.